# Isoamylase
Die Isoamylase ist ein Enzym aus dem Glykogen-Stoffwechsel und katalysiert dort bestimmte Hydrolysen.

## Eigenschaften
Die Isoamylase katalysiert den Transfer eines D-Glucans über eine alpha-1:4-Glykosidische Bindung von Glykogen an eine Glucose oder ein 1:4-alpha-D-Glucan. Weiterhin bewirkt es die Hydrolyse von alpha-1:6-verzweigten Glucose im Glykogen, in Amylopektin und beta-gebundene Dextrine. Im Gegensatz zur Pullulanase (EC 3.2.1.41) und zur Limit-Dextrinase (E.C. 3.2.1.142) wird Pullulan nicht hydrolysiert, alpha-verbundene Dextrine nur langsam. Im Gegensatz zur Amylopektin-6-Glucanohydrolase (EC 3.2.1.69) wird Glykogen hydrolysiert. Zusammen mit der Aktivität der Amylopektin-6-Glucanohydrolase entsteht die Aktivität des „debranching enzyme“. Im Menschen existieren verschiedene Isoformen. Die Isoform 1 des Menschen wird an einem Serin der Position 64 phosphoryliert. Eine Ubiquitinierung der Isoamylase ist an der Entstehung der Cori-Krankheit und der Lafora-Krankheit beteiligt.
Die Isoamylase in Pflanzen ist am Aufbau von Glykogen beteiligt. Gendefekte der Isoamylase führen dort zu einem geringeren Aufbau von Stärke und zur vermehrten Bildung von Phytoglykogen.